# Lucus Feroniae

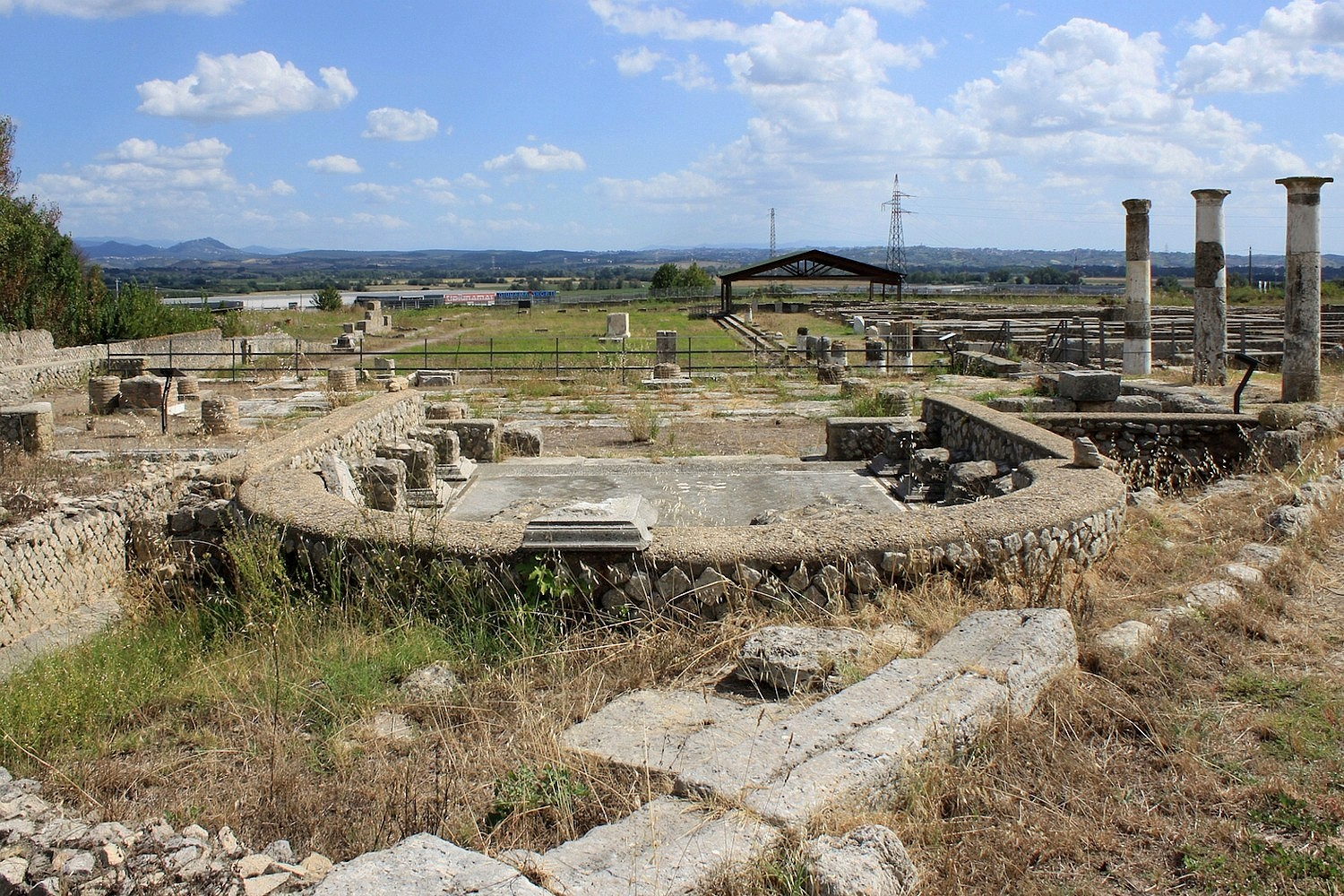
Blick auf das Forum von Lucus Feroniae von Norden

Lucus Feroniae oder auch kurz Feronia war eine römische Stadt mit einem Heiligtum, das der Göttin Feronia geweiht war. Heute befindet sich an dem Ort eine Ausgrabungsstätte.

## Lage und Name

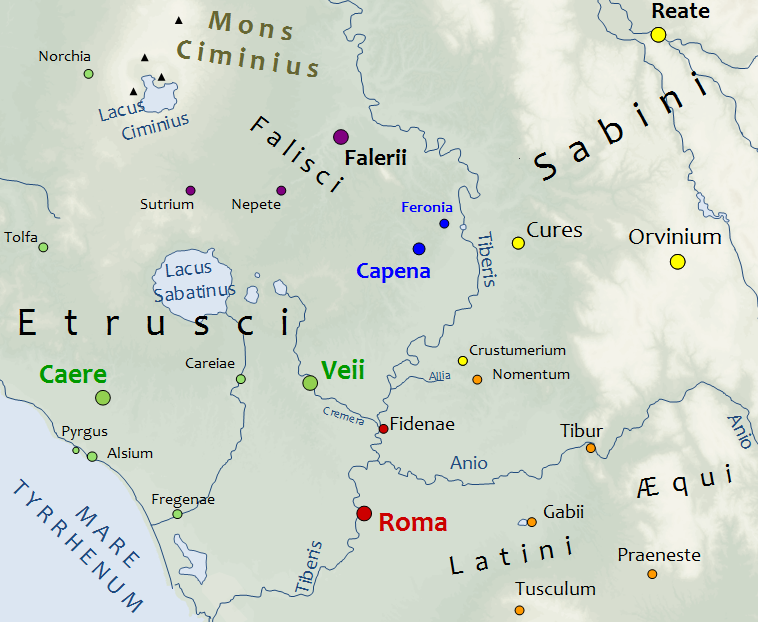
Lage von Feronia im antiken Italien nahe Capena

Lucus Feroniae befand sich in der antiken Regio VII (Etruria) an der Römerstraße Via Tiberina, die von Rom im Tibertal über die heutige Ortschaften Nazzano, Ponzano Romano und Magliano zur antiken Via Flaminia führte. Die Ausgrabungsstätte liegt heute auf dem Gebiet der Gemeinde Capena in Latium an der Grenze zur Nachbargemeinde Fiano Romano unmittelbar an der Autostrada del Sole, Abzweigung Rom Nord. Das nahegelegene antike Capena befand sich einige Kilometer nördlich der heutigen Kleinstadt.
Das Wort lucus bezeichnet im Lateinischen den einer Gottheit geheiligten Wald oder Hain, genauer die Lichtung in einem solchen Waldstück. Feroniae ist der Genitiv von Feronia und bezieht sich auf die gleichnamige Göttin, Hüterin der Gesundheit sowie Schutzgottheit der Viehzucht und der Getreideernte. Feronia scheint ursprünglich eine Gottheit der Sabiner gewesen zu sein, wurde aber von mehreren Volksstämmen als Gottheit verehrt. Ihr Heiligtum lag zwischen den Siedlungsräumen von Etruskern, Latinern, Sabinern und Faliskern.
Strabon nennt den Ort Feronia (altgriechisch Φερωνία) und beschreibt ihn als Kultort in der Nähe des Mons Soracte, der tatsächlich 16 km in nördlicher Richtung entfernt liegt. Livius nennt den Ort Lucus Feroniae oder auch Feroniae fanum (Heiligtum der Feronia) und gibt seine Lage in der Nähe von Capena an. Plinius erwähnt Lucus Feroniae in seiner Naturalis historia und zählt den Ort zu den römischen Kolonien im südlichen Etrurien. Claudius Ptolemäus bezeichnet den Ort in seinem Atlas Geographike Hyphegesis als Louchos Feronias (griechisch Λουχος Φηρονιας), verortet ihn aber fälschlicherweise in Nord-Etrurien.

## Geschichte

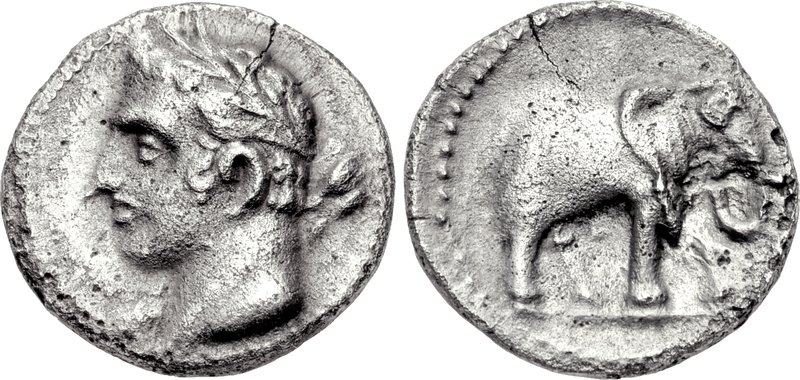
Vermutlich Hannibal mit Kriegselefant auf einer punischen Münze

Der Kult der Feronia ist sehr alt und wurde an verschiedenen Heiligtümern gepflegt. Hier an diesem Hain verehrte man sie schon im 7. Jahrhundert v. Chr. zu Zeiten von Tullus Hostilius, des sagenhaften Königs von Rom. Ihr Heiligtum scheint besonders von den Sabinern besucht worden zu sein, obwohl sich die Stätte im etruskischen Gebiet befand und von der Nachbarstadt Capena abhängig war. Jedes Jahr scheint am Heiligtum auch ein Markt abgehalten worden zu sein. Diese Verbindung von Kult und Wirtschaft war in der Antike nicht ungewöhnlich. Zudem war der Ort auch begünstigt durch seine Lage nahe dem Tiber als schiffbarem Handelsweg.
Im Lauf der Jahrhunderte erlangte das Heiligtum von Feronia offenbar großen Wohlstand und weitreichende Bedeutung. Auch von gelegentlichen Wundern wird berichtet. Im Jahr 211 v. Chr. plünderte Hannibal während seines Rückzugs aus Rom das reiche Heiligtum und raubte den Tempelschatz, der eine große Menge an Gold umfasste. Dies war anscheinend das erste Mal, dass der Tempel ausgeraubt wurde.
Eine städtische Ansiedlung am Ort des Heiligtums entstand erst im 1. Jahrhundert v. Chr. zur Zeit Sullas. Unter Kaiser Augustus wurden, wie an vielen anderen Orten auch, Veteranen angesiedelt, die ihre Dienstzeit von meistens 20 Jahren vollendet hatten, und die Kolonie erhielt den Namen Iulia Felix Lucus Feroniae, wobei Felix vielleicht auf jenen Beinamen Sullas anspielt, den er sich selbst gegeben hatte. Die Stadt erlebte ihre Blüte in der frühen römischen Kaiserzeit und bestand bis in das 4. Jahrhundert n. Chr.

## Ausgrabungsstätte

Plan des Forums von Lucus Feroniae

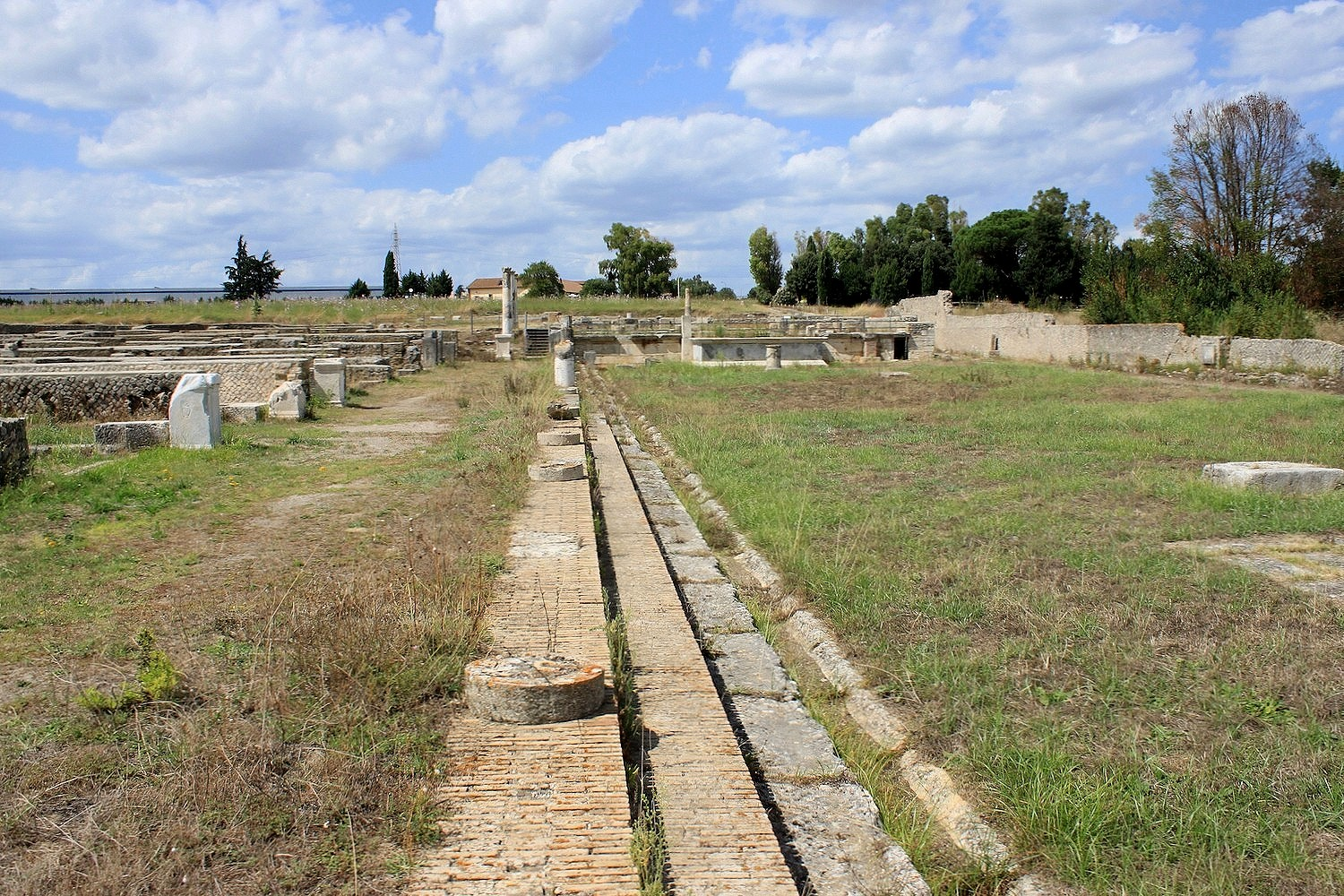
Forum mit Mauer zum Heiligtum (rechts) und Tabernae (links)

Der größte zusammenhängende Komplex der Ausgrabungen umfasst das Forum mit den angrenzenden Gebäuden. Das eigentliche Stadtgebiet erstreckt sich von hier aus im Wesentlichen nach Westen, so dass sich eine ungewöhnliche periphere Lage des Forums ergibt. Der langgestreckte Forumsplatz (1) grenzt im Osten an das Heiligtum (2), das von diesem durch eine Mauer abgetrennt wird. An der westlichen Längsseite führen einige Stufen in einen Portikus (3), hinter dem Häuser mit einem gleichförmigen Grundriss liegen. Die sich nach vorne öffnenden Räume sind durch Theken begrenzt und waren offenbar Verkaufsläden (Tabernae).

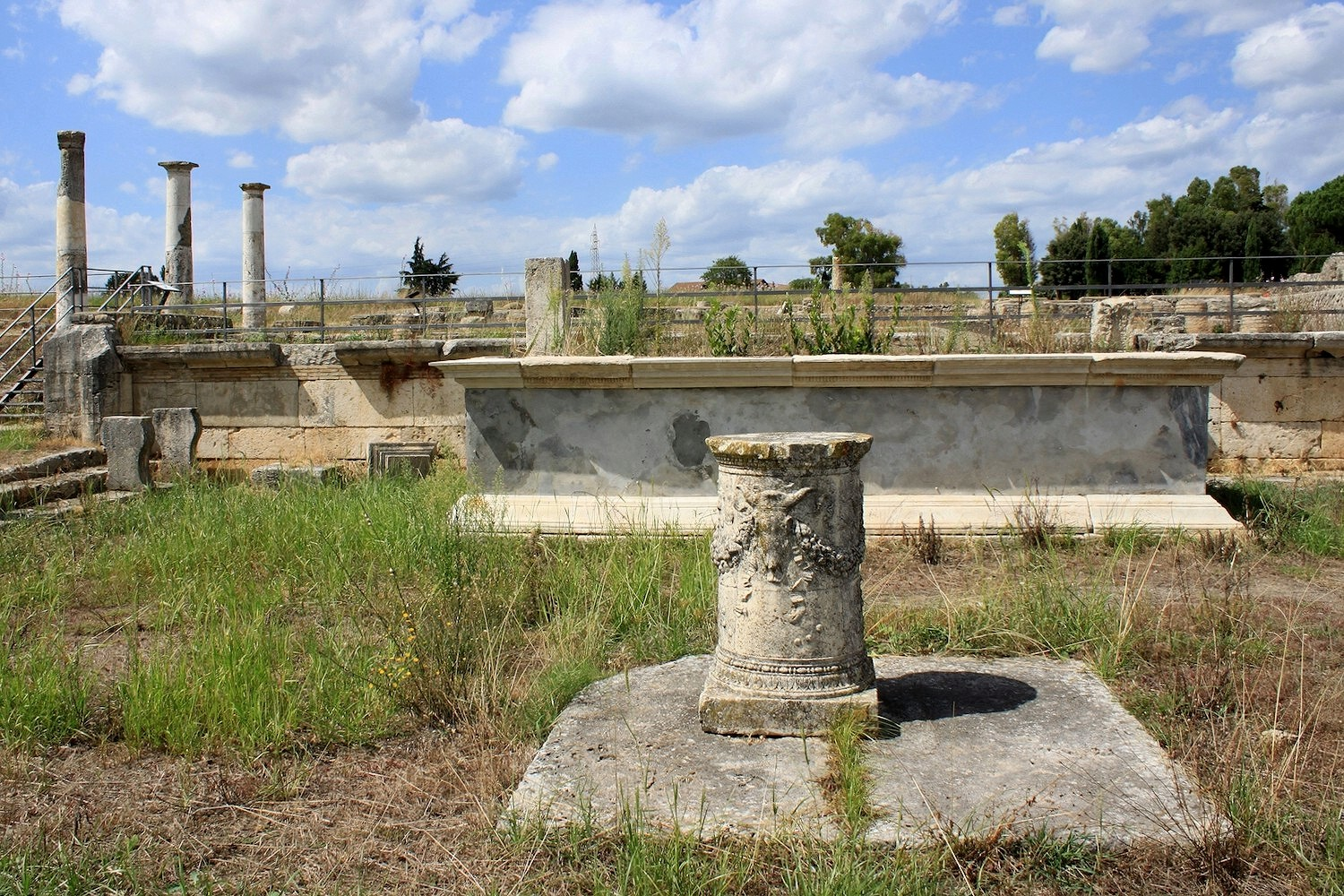
Gebäudekomplex an der Nordseite des Forums mit Podium im Vordergrund

An die nördliche Stirnseite des Forums grenzt ein Gebäudekomplex, der den Raum bis zur Weggabelung im Norden einnimmt. Zum Forum hin befindet sich eine Basilika (4) mit einem Podium davor. Untersuchungen haben ergeben, dass die Basilika auf den Resten eines früheren Unterbaus errichtet worden war. Der Zugang zur Basilika erfolgte nicht von vorn, also nicht über eine zentral gelegene Treppe, sondern von der westlichen Schmalseite her. Mit einiger Wahrscheinlichkeit lässt sich der Vorgängerbau der Basilika als Tempel der Feronia identifizieren. Dafür sprechen vor allem zwei im Postament rechts und links vom Podium vermauerte Inschriftenpfeiler. An der südöstlichen Ecke der Basilika liegt ein kleiner Raum (5), der vermutlich als Schatzkammer für den Tempel der Stadtgöttin diente.

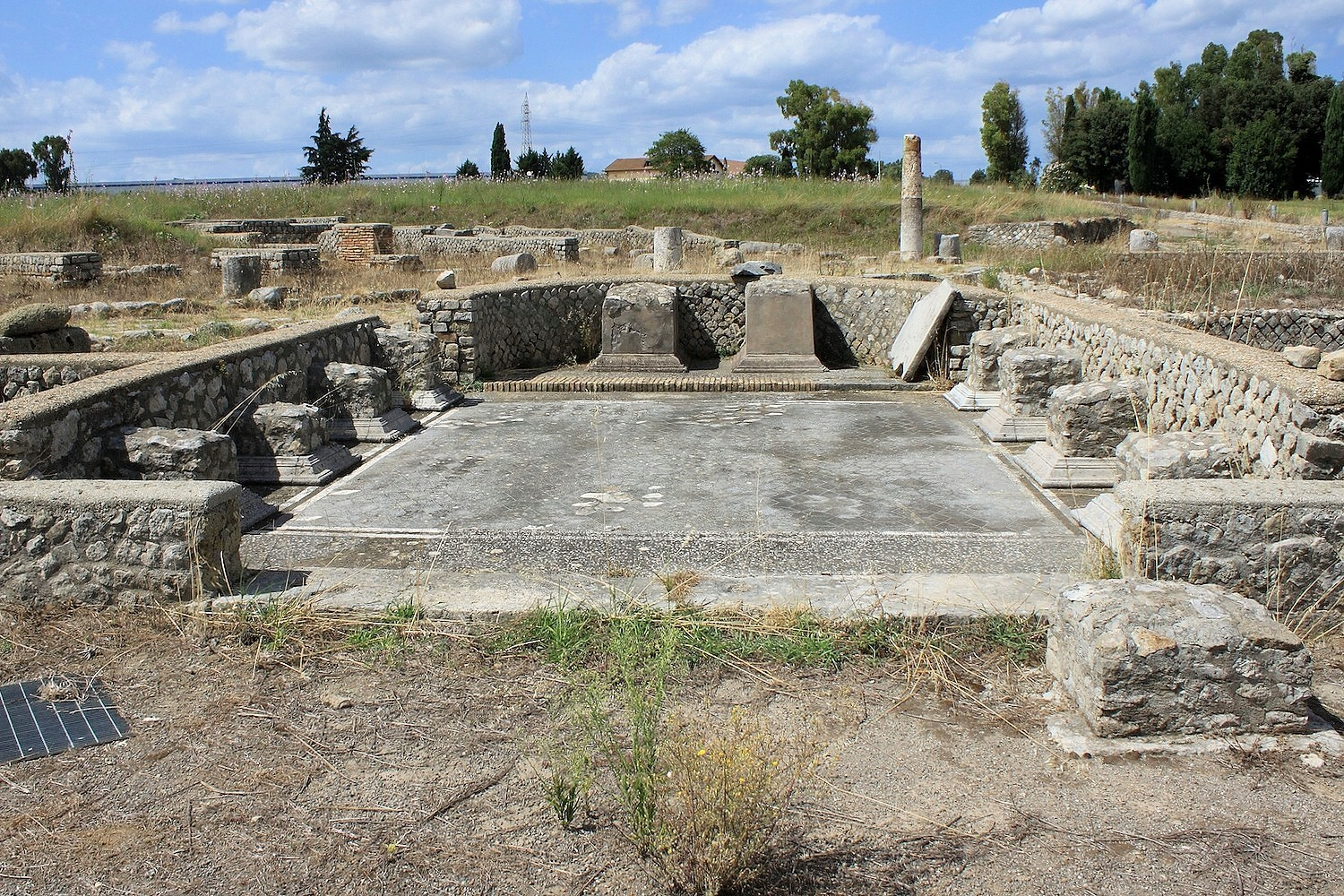
Tempel für den Kaiserkult

Vom Inneren der Basilika aus gelangte man in mehrere dahinterliegende Räume. Einer von ihnen scheint ein kleiner Tempel (6) mit einer rückwärtigen Apsis gewesen zu sein. Statuenbasen in der Apsis und entlang der Seitenwände legen die Deutung nahe, dass dieser Raum dem Kaiserkult gedient hat. Auf den Basen standen die leider nicht erhaltenen Statuen der vergöttlichten Kaiser und ihrer Familienmitglieder. Östlich schließt sich ein Raum (7) an, der vermutlich als Kultsaal genützt wurde. Die jüngere Bauphase des Forums und der angrenzenden Gebäude dürfte in die augusteische Zeit zu datieren sein.

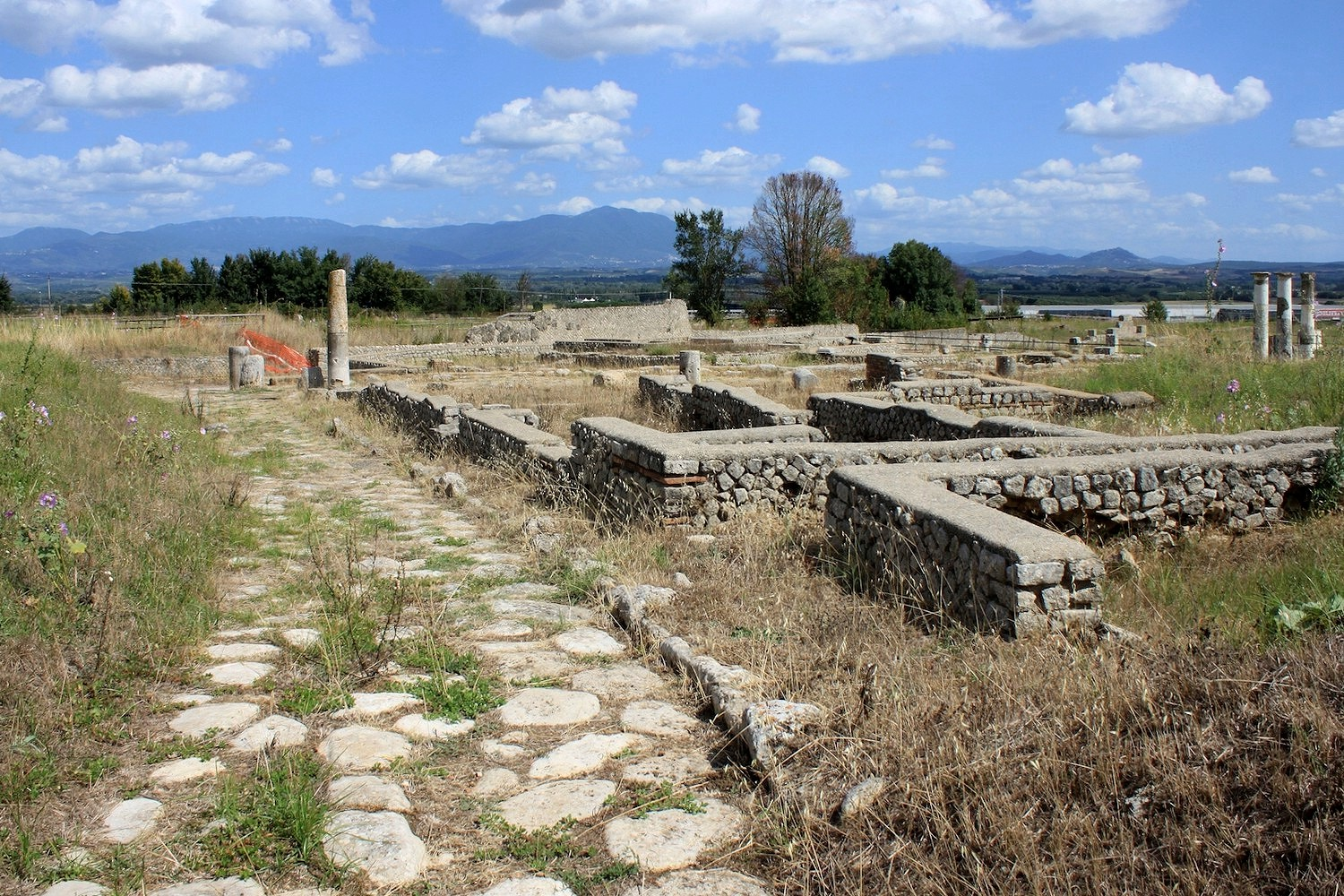
Straße zu den Thermen mit der Schola der Iuvenes Feronenses (rechts)

Hinter dem Gebäudekomplex befindet sich eine Weggabelung mit einer öffentlichen Latrine (8). Die südöstliche Straße führt an der Mauer des Heiligtums vorbei auf den Forumsplatz. Die südwestliche Straße mündet nach links über einige Treppenstufen in eine Säulenhalle, die zum Portikus des Forums führt. An dieser Straße sind Teile eines großen Gebäudes (9) freigelegt, das durch eine Inschrift als Schola der Iuvenes Feronenses, also als Vereinsgebäude der örtlichen Jugendvereinigung, identifiziert werden kann. Von der Weggabelung verlaufen weitere Straßen nach Norden und Westen. Die Straße nach Westen führt zu den Thermen, von denen die Einrichtungen für die Fußbodenheizung (Hypokaustum) und mosaikgeschmückte Böden erhalten sind.

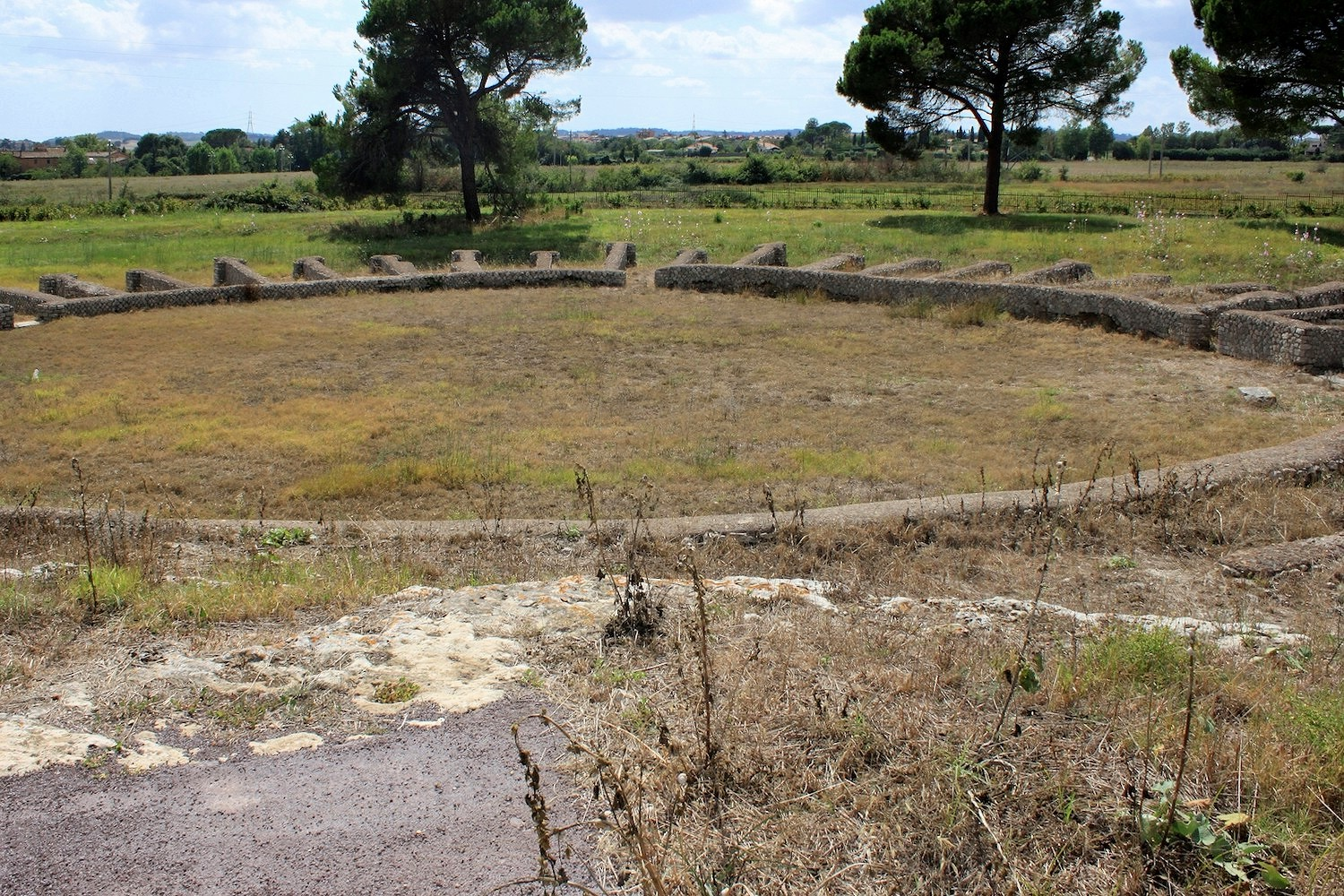
Das Amphitheater von Lucus Feroniae

Das Amphitheater verdankt seine Entdeckung der Luftbildarchäologie. Da seine gemauerten Teile recht niedrig sind, war die in der Form charakteristische Bodenerhebung nur aus großer Höhe zu erkennen. Erst ein Flug über das Gelände konnte die Entdeckung des bis dahin vergeblich gesuchten Amphitheater und die anschließende gezielte Ausgrabung ermöglichen. Auffallend ist die ungewöhnliche Form des kleinen Amphitheaters auf. Mit Durchmessern von 34,1 m und 32,2 m ist es nahezu rund. Es besaß zwei einander gegenüberliegende Zuschauereingänge und zwei weitere kleinere Eingänge zur Bewirtschaftung. Die Mauern sind verkleidet mit opus reticulatum aus pyramidal zugeschnittenen Tuffklötzchen, die noch nicht so regelmäßig versetzt wurden wie bei späteren Mauerverblendungen. Die Türwandungen bestanden aus Tuff. Die Zwischenräume zwischen den radialen Mauerzügen waren mit Erde ausgefüllt. Von den Sitzstufen haben sich keine Reste erhalten, sie waren vermutlich aus Holz. Eine Inschrift nennt als Erbauer des Amphitheaters Manius Silius Epaphroditus, der es aus eigenen Geldmitteln errichten ließ. Aus einer anderen Inschrift kann geschlossen werden, dass dieser Mann Priester des Kaiserkults und Patron der Iuvenes Feronenses war.
Auf dem Ausgrabungsgelände wurde ein kleines Museum eingerichtet. Dort sind Statuenfunde aus Lucus Feroniae und der nahegelegenen Villa dei Volusii untergebracht. Daneben beherbergt das Museum noch zahlreiche Inschriften, die bei diesen Ausgrabungen gefunden wurden.